# 별빛도서관
별빛도서관은 경기도 남양주시 별내동에 있는 공립 도서관이다.

## 연혁
- 2016년 7월 4일 별빛도서관 개관
- 2022년 11월 1일 별빛도서관 놀터 개실
- 2023년 2월 1일 별빛도서관 컨퍼런스룸 개실

## 시설현황
- 4층: 열람실(일반·청소년·노트북), 다목적열람실, 휴게실, 보존서고, 사무실, 도서정리실 등
- 3층: 문헌정보실, 디지털자료실, DVD실, 정기간행물실, 신문열람실 등
- 2층: 어린이자료실, 유아자료실, 가족열람실, 감성체험교실, 별빛라운지 등
- 1층: 대강당(준비실), 문화교실Ⅰ.Ⅱ, 다목적실, 매점, 도서반입실, 용역원실 등
- 지하1층: 기계실, 전기실, 방재실, 창고

## 이용 안내

### 휴관일
- 매주 월요일
- 1월 1일, 설날·추석 연휴 (대체공휴일 포함)
- 특별한 사유로 시장이 정하는 날

### 이용 시간
현재는 코로나로 인하여 단축 운영 중이다.
- 2층 유아·어린이자료실: 매일, 09:00 ∼ 18:00
- 3층 문헌정보실 및 디지털자료실: 월~금, 09:00 ∼ 22:00 / 토·일·공휴일, 09:00 ∼ 18:00
- 4층 일반열람실 및 청소년열람실: 매일, 08:00 ∼ 22:00